# Benevento Calcio 2018-2019
Questa voce raccoglie le informazioni riguardanti il Benevento Calcio nelle competizioni ufficiali della stagione 2018-2019.

## Stagione
L'allenatore per la stagione 2018-2019 del retrocesso Benevento è Cristian Bucchi. In Coppa Italia gli stregoni hanno eliminato l'Imolese nel secondo turno (3-1) e l'Udinese nel terzo turno (1-2) dopo i supplementari. Nel quarto turno hanno eliminato (1-0) il Cittadella, mentre terminano il percorso di Coppa negli ottavi, sonoramente battuti a San Siro (6-2) contro l'Inter. Nel campionato di Serie B i giallorossi si piazzano in terza posizione con 60 punti, 29 punti nell'andata e 31 nel girone di ritorno, dietro le promosse dirette Brescia e Lecce. Disputano i Play-off, dove nella semifinale di andata vincono (1-2) a Cittadella, ma nel ritorno perdono (0-3) con i veneti al Vigorito, salutando la promozione. La terza promossa che ha vinto i Play-off è stata l'Hellas Verona. Il miglior marcatore stagionale giallorosso è stato Massimo Coda, che ha firmato 21 reti in campionato ed una in Coppa Italia.

## Divise e sponsor
Lo sponsor tecnico per la stagione 2018-2019 è Frankie Garage Sport. Gli sponsor principali sono I.V.P.C, e Rillo Costruzioni. Due nuovi sponsor istituzionali unici per tutta la Serie B: Unibet come Top Sponsor posteriore e "Facile ristrutturare" sulla manica sinistra come patch.
| Casa | Trasferta | Terza divisa |

## Rosa
Rosa tratta dal sito internet ufficiale della società.
| N. |                     | Ruolo | Calciatore                  |
| -- | ------------------- | ----- | --------------------------- |
| 1  | Italia (bandiera)   | P     | Christian Puggioni          |
| 2  | Italia (bandiera)   | D     | Luca Sparandeo              |
| 3  | Italia (bandiera)   | D     | Gaetano Letizia             |
| 4  | Italia (bandiera)   | C     | Lorenzo Del Pinto           |
| 5  | Italia (bandiera)   | D     | Luca Antei                  |
| 6  | Francia (bandiera)  | D     | Jean-Claude Billong         |
| 7  | Italia (bandiera)   | D     | Gianluca Di Chiara          |
| 8  | Colombia (bandiera) | C     | Andrés Tello                |
| 9  | Italia (bandiera)   | A     | Massimo Coda                |
| 10 | Italia (bandiera)   | C     | Nicolas Viola               |
| 11 | Italia (bandiera)   | D     | Christian Maggio (capitano) |
| 12 | Italia (bandiera)   | P     | Lorenzo Montipò             |
| 13 | Italia (bandiera)   | D     | Alessandro Tuia             |
| 14 | Italia (bandiera)   | D     | Massimo Volta               |
| 15 | Italia (bandiera)   | D     | Andrea Costa                |
| 16 | Italia (bandiera)   | A     | Riccardo Improta            |

| N. |                       | Ruolo | Calciatore          |
| -- | --------------------- | ----- | ------------------- |
| 17 | Italia (bandiera)     | A     | Cristian Buonaiuto  |
| 18 | Ghana (bandiera)      | D     | Bright Gyamfi       |
| 19 | Italia (bandiera)     | A     | Roberto Insigne     |
| 20 | Slovacchia (bandiera) | C     | Martin Bukata       |
| 21 | Giappone (bandiera)   | C     | Cy Goddard          |
| 22 | Italia (bandiera)     | P     | Piergraziano Gori   |
| 23 | Italia (bandiera)     | C     | Antonio Nocerino    |
| 25 | Italia (bandiera)     | C     | Filippo Bandinelli  |
| 27 | Italia (bandiera)     | A     | Federico Ricci      |
| 28 | Italia (bandiera)     | C     | Giovanni Volpicelli |
| 29 | Spagna (bandiera)     | A     | Raúl Asencio        |
| 30 | Italia (bandiera)     | A     | Biagio Filogamo     |
| 33 | Svezia (bandiera)     | A     | Samuel Armenteros   |
| 34 | Italia (bandiera)     | C     | Lorenzo Crisetig    |
| 35 | Italia (bandiera)     | D     | Luca Caldirola      |
| 36 | Slovenia (bandiera)   | C     | Dejan Vokić         |

## Organigramma societario
Area direttiva
- Presidente: avv. Oreste Vigorito
- Amministratore delegato: Ferdinando Renzulli
- Direttore sportivo: Pasquale Foggia
- Segretario: Antonino Trotta

Area tecnica
- Allenatore: Cristian Bucchi
- Secondo allenatore: Mirko Savini
- Collaboratore tecnico: Ivan Tisci
- Preparatori atletici: Iuri Bartoli e Carlo Pescosolido

## Calciomercato

### Sessione estiva(dal 1º luglio al 17 agosto)
| Acquisti | Acquisti           | Acquisti | Acquisti   |
| R.       | Nome               | da       | Modalità   |
| -------- | ------------------ | -------- | ---------- |
| C        | Andrés Tello       | Bari     | definitivo |
| C        | Filippo Bandinelli | Perugia  | definitivo |
| A        | Raúl Asencio       | Genoa    | prestito   |
| P        | Lorenzo Montipò    | Novara   | definitivo |
| C        | Roberto Insigne    | Parma    | definitivo |

| Cessioni | Cessioni         | Cessioni      | Cessioni   |
| R.       | Nome             | al            | Modalità   |
| -------- | ---------------- | ------------- | ---------- |
| A        | Pietro Iemmello  | Foggia        | definitivo |
| D        | Fabio Lucioni    | Lecce         | definitivo |
| P        | Alberto Brignoli | Palermo       | prestito   |
| D        | Achraf Lazaar    | Newcastle Utd | definitivo |

## Risultati

### Serie B

#### Girone di andata
| Arbitro: | Sacchi (Macerata) |

|                                        |           |                                    |
| Volta 69’ F. Ricci 81’ Coda 89’ (rig.) | Marcatori | 30’ Mancosu 57’ Falco 60’ Fiamozzi |

| 31 agosto 2018 2ª giornata |  | – Turno di riposo Benevento |  |  |

| Arbitro: | Aureliano (Bologna) |

|                            |           |                               |
| Geijo 49’ Citro 67’ (rig.) | Marcatori | 25’, 44’ Bandinelli 51’ Tello |

| Arbitro: | Pezzuto (Lecce) |

|                                                     |           |  |
| Maggio 30’ Improta 74’ R. Insigne 89’ Asencio 90+6’ | Marcatori |  |

| Arbitro: | Minelli (Varese) |

|  |           |             |
|  | Marcatori | 37’ Asencio |

| Arbitro: | Ros (Pordenone) |

|         |           |                                    |
| Coda 7’ | Marcatori | 24’ Kragl 48’ Camporese 60’ Galano |

| Arbitro: | Baroni (Firenze) |

|                        |           |              |
| Mancuso 37’ Machin 53’ | Marcatori | 51’ N. Viola |

| Arbitro: | Nasca (Bari) |

|                 |           |  |
| Coda 60’ (rig.) | Marcatori |  |

| Arbitro: | Di Paolo (Avezzano) |

|                         |           |              |
| Coda 16’ R. Insigne 37’ | Marcatori | 53’ Migliore |

| Arbitro: | Di Martino (Teramo) |

|                               |           |              |
| Okereke 11’, 58’ M. Ricci 24’ | Marcatori | 43’ F. Ricci |

| Arbitro: | Volpi (Arezzo) |

|         |           |                               |
| Coda 2’ | Marcatori | 20’ (aut.) Volta 47’ Ninkovic |

| Arbitro: | Piscopo (Imperia) |

|                       |           |                                |
| Concas 85’ Vano 90+3’ | Marcatori | 54’ G. Letizia 70’ (rig.) Coda |

| Arbitro: | Massimi (Termoli) |

|                         |           |           |
| Coda 17’ Bandinelli 90’ | Marcatori | 35’ Verre |

| Palermo 30 novembre 2018 14ª giornata | Palermo               | 0 – 0 | Benevento | Stadio Renzo Barbera\| Arbitro: \| Abbattista (Molfetta) \| |
| Arbitro:                              | Abbattista (Molfetta) |       |           |                                                             |

| Arbitro: | Piccinini (Forlì) |

|  |           |           |
|  | Marcatori | 51’ Matos |

| Cosenza 16 dicembre 2018 16ª giornata | Cosenza              | 0 – 0 | Benevento | Stadio San Vito-Gigi Marulla\| Arbitro: \| Pillitteri (Palermo) \| |
| Arbitro:                              | Pillitteri (Palermo) |       |           |                                                                    |

| Arbitro: | Giua (Olbia) |

|                                             |           |  |
| R. Insigne 9’ Coda 52’ (rig.) Buonaiuto 82’ | Marcatori |  |

| Arbitro: | Illuzzi (Molfetta) |

|  |           |             |
|  | Marcatori | 79’ Improta |

| Arbitro: | Rapuano (Rimini) |

|                    |           |                 |
| Cistana 79’ (aut.) | Marcatori | 73’ Torregrossa |

#### Girone di ritorno
| Arbitro: | Serra (Torino) |

|             |           |          |
| Mancosu 62’ | Marcatori | 71’ Coda |

| 26 gennaio 2019 21ª giornata |  | – Turno di riposo Benevento |  |  |

| Arbitro: | Nasca (Bari) |

|                                    |           |  |
| Insigne 63’, 90+4’ Coda 90’ (rig.) | Marcatori |  |

| Arbitro: | Abbattista (Molfetta) |

|  |           |                  |
|  | Marcatori | 49’ (aut.) Micai |

| Arbitro: | Di Paolo (Avezzano) |

|          |           |  |
| Coda 40’ | Marcatori |  |

| Arbitro: | Marinelli (Tivoli) |

|           |           |          |
| Kragl 81’ | Marcatori | 75’ Coda |

| Arbitro: | Marini (Roma) |

|                    |           |             |
| Coda 44’ Volta 86’ | Marcatori | 67’ Mancuso |

| Arbitro: | Minelli (Varese) |

|                           |           |  |
| Diamanti 19’ Gonnelli 37’ | Marcatori |  |

| Arbitro: | Fourneau (Roma) |

|              |           |  |
| Emmers 90+4’ | Marcatori |  |

| Arbitro: | Giua (Olbia) |

|                               |           |                                             |
| R. Insigne 34’ Armenteros 87’ | Marcatori | 32’ (rig.) M. Ricci 64’ Da Cruz 67’ Okereke |

| Arbitro: | Aureliano (Bologna) |

|                             |           |                                |
| Ardemagni 20’ Ciciretti 38’ | Marcatori | 69’ Coda 90+2’ (rig.) N. Viola |

| Arbitro: | Prontera (Bologna) |

|                                           |           |               |
| Improta 1’ Maggio 39’ N. Viola 69’ (rig.) | Marcatori | 16’ M. Vitale |

| Arbitro: | Dionisi (L'Aquila) |

|                  |           |                                                       |
| Han 9’ Sadiq 12’ | Marcatori | 7’ (rig.), 73’ (rig.) N. Viola 18’ Caldirola 44’ Coda |

| Arbitro: | Ghersini (Genova) |

|             |           |                            |
| Asencio 89’ | Marcatori | 42’ Nestorovski 81’ Puscas |

| Arbitro: | Nasca (Bari) |

|  |           |                             |
|  | Marcatori | 45’, 47’, 90+4’ (rig.) Coda |

| Arbitro: | Di Martino (Teramo) |

|                                                      |           |                          |
| Bandinelli 25’ Caldirola 28’ Armenteros 53’ Coda 81’ | Marcatori | 38’ Sciaudone 44’ Tutino |

| Arbitro: | Sacchi (Macerata) |

|          |           |  |
| Simy 47’ | Marcatori |  |

| Arbitro: | Maggioni (Lecco) |

|                               |           |                                        |
| Coda 10’, 90+4’ Caldirola 80’ | Marcatori | 1’ Pulzetti 57’ Bonazzoli 90+2’ Baraye |

| Arbitro: | Pillitteri (Palermo) |

|                                |           |                                   |
| Di Chiara 4’ (aut.) Bisoli 30’ | Marcatori | 9’, 52’ Armenteros 36’ R. Insigne |

### Play-off
| Arbitro: | Ghersini (Genova) |

|           |           |                         |
| Proia 10’ | Marcatori | 77’ R. Insigne 84’ Coda |

| Arbitro: | Sacchi (Macerata) |

|  |           |                                 |
|  | Marcatori | 36’ Diaw 44’ Panico 54’ Moncini |

### Coppa Italia
| Arbitro: | Marini (Roma) |

|                                   |           |                   |
| R. Insigne 1’ Coda 9’ Improta 28’ | Marcatori | 53’ (aut.) Maggio |

| Arbitro: | Giacomelli (Trieste) |

|           |           |                         |
| Machis 7’ | Marcatori | 70’ N. Viola 104’ Tello |

| Arbitro: | Dionisi (L'Aquila) |

|                |           |  |
| Bandinelli 77’ | Marcatori |  |

| Arbitro: | Giua (Olbia) |

|                                                                     |           |                            |
| Icardi 3’ (rig.) Candreva 7’, 90+5’ Dalbert 45+1’ Martinez 48’, 66’ | Marcatori | 58’ Insigne 74’ Bandinelli |

### Statistiche di squadra
| Competizione | Punti | In casa | In casa | In casa | In casa | In casa | In casa | In trasferta | In trasferta | In trasferta | In trasferta | In trasferta | In trasferta | Totale | Totale | Totale | Totale | Totale | Totale | DR  |
| Competizione | Punti | G       | V       | N       | P       | Gf      | Gs      | G            | V            | N            | P            | Gf           | Gs           | G      | V      | N      | P      | Gf     | Gs     | DR  |
| ------------ | ----- | ------- | ------- | ------- | ------- | ------- | ------- | ------------ | ------------ | ------------ | ------------ | ------------ | ------------ | ------ | ------ | ------ | ------ | ------ | ------ | --- |
| Serie B      | 60    | 18      | 10      | 3       | 5       | 37      | 24      | 18           | 7            | 6            | 5            | 24           | 21           | 36     | 17     | 9      | 10     | 61     | 35     | +26 |
| Coppa Italia | -     | 2       | 2       | 0       | 0       | 4       | 1       | 2            | 1            | 0            | 1            | 4            | 7            | 4      | 3      | 0      | 1      | 8      | 8      | 0   |
| Totale       | 60    | 20      | 12      | 3       | 5       | 41      | 25      | 20           | 8            | 6            | 6            | 28           | 28           | 40     | 20     | 9      | 11     | 69     | 43     | +26 |